# 館村駅
館村駅（クァンチョンえき）は、大韓民国全北特別自治道任実郡にある韓国鉄道公社（KORAIL）全羅線の駅である。

## 歴史
- 1931年10月1日：開業。
- 2008年12月1日：旅客取扱中止。

## 隣の駅
韓国鉄道公社
全羅線
全州駅 - (新里駅) - (竹林温泉駅) - 館村駅 - 任実駅